# 威尼斯人酒店 (拉斯維加斯)

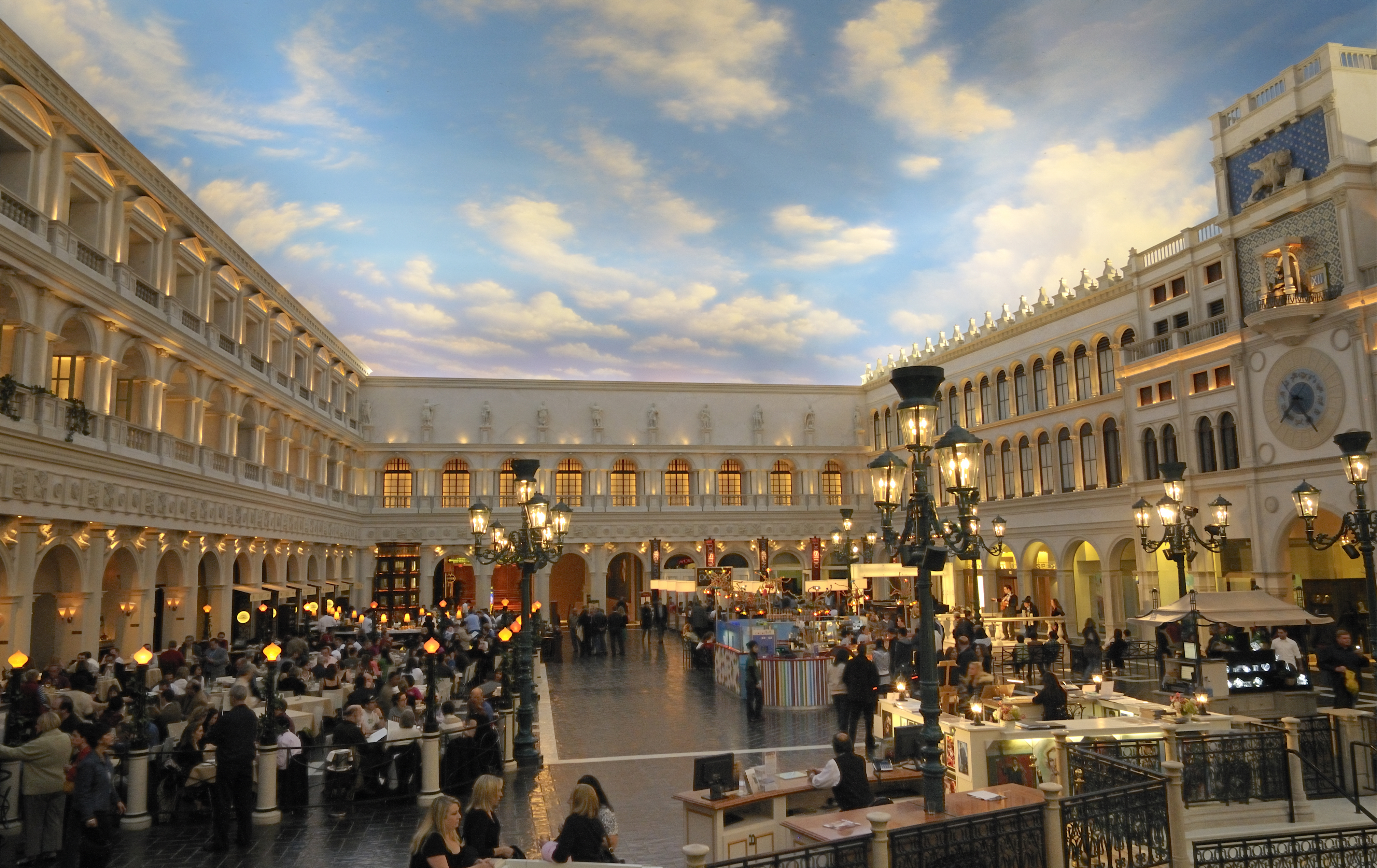
威尼斯人飯店的室內中庭，以威尼斯的聖馬可廣場作為裝潢主題。

威尼斯人飯店（英語：The Venetian）是一所位於美國內華達州天堂市賭城大道上的賭場飯店，飯店由拉斯維加斯金沙集團（Las Vegas Sands Corp., LVSC）所持有及管理。威尼斯人飯店佔地120,000平方公尺呎（11,000平方米），位於拉斯維加斯大道東則，如果連同緊鄰在一旁、2007年時才開幕、同樣由金沙集團經營的宮殿飯店（The Palazzo）一起計算的話，整個計畫已經成為全球最大飯店，合共擁有7,126間大小不同的飯店套房。
飯店以威尼斯為主題，飯店範圍內是充滿威尼斯特色拱橋、小運河及石板路。而澳門威尼斯人度假村飯店的概念就是源於拉斯維加斯威尼斯人飯店，因此一直被視為複製版。

## 歷史
威尼斯人酒店原址前身是1952年12月15日開業的金沙飯店（Sands Hotel）。該飯店在1997年拆建後，於原址新建了威尼斯人酒店，並於1999年5月3日正式開幕。

## 争议
2015年，威尼斯人酒店招募中国富豪賭博而违反当地法规向政府隐匿身分。两店的赌场借用两个不富有的当地华裔家政服务员的身分，向中国富豪借出赌资，用来给他们即场使用。中国富豪赌输了没还钱，美国金沙集团后来发现在中国讨债徒劳无功，謊稱自己骋来的人员為赌客，并在2016年经法庭控告並追讨640万美元。

## 設施
- 威尼斯人賭場
- 藍人樂團劇場
- 歌聲魅影劇場
- 威尼斯人酒店球體館

## 外部連結
- 官方网站